# Коикои
Коикои (често стилизовано као КОИКОИ) српска је музичка група из Београда.

## Чланови

### Садашњи
- Марко Грабеж[1] — гитара, вокал
- Емилија Ђорђевић [а] — бас-гитара, вокал
- Емилија Ђонин — синтесајзер, вокал[3]
- Иван Павловић Гизмо — бубањ, семплови

### Бивши
- Ивана Миљковић [б] — синтесајзер, вокал

## Дискографија

### Студијски албуми
- Позиви у страну (2021)
- О срећи у сновима (2025)

### Учешћа на компилацијама
- Хали Гали компилација (2019) — песма Бог те убио!
- Хали Гали #2 (2024) — песма Путем мимоза[5]

## Награде и номинације
- Награда Милан Младеновић

| Година | Номиновано дело | Исход      | Изв.  |
| ------ | --------------- | ---------- | ----- |
| 2021.  | Мисисипи        | Номинација | [ 6 ] |

- Награде Рунда

| Година | Категорија      | Номиновано дело | Исход      | Изв.   |
| ------ | --------------- | --------------- | ---------- | ------ |
| 2021.  | Најбољи албум   | Позиви у страну | Номинација | [ 7 ]  |
| 2021.  | Најбоља песма   | Мисисипи        | Номинација | [ 7 ]  |
| 2022.  | Најбољи сингл   | Храст           | Освојено   | [ 8 ]  |
| 2022.  | Најбољи извођач | —               | Освојено   | [ 8 ]  |
| 2023.  | Најбољи извођач | —               | Номинација | [ 9 ]  |
| 2024.  | Најбољи сингл   | Путем мимоза    | Номинација | [ 10 ] |
| 2024.  | Најбољи извођач | —               | Номинација | [ 10 ] |

- Награде Годум

| Година | Категорија           | Номиновано дело | Исход    | Изв.   |
| ------ | -------------------- | --------------- | -------- | ------ |
| 2023.  | Награда за нове наде | —               | Освојено | [ 11 ] |

| Година | Категорија              | Номиновано дело                         | Исход      | Изв.   |
| ------ | ----------------------- | --------------------------------------- | ---------- | ------ |
| 2022.  | Инди видео              | Огледало је зрцало                      | Номинација | [ 12 ] |
| 2022.  | Рок видео               | Мисисипи                                | Номинација | [ 13 ] |
| 2022.  | Режија                  | Мисисипи                                | Номинација | [ 12 ] |
| 2022.  | Главна улога            | Мисисипи (главна улога: Стефан Бундало) | Номинација | [ 14 ] |
| 2024.  | Режија                  | Храст                                   | Номинација | [ 15 ] |
| 2024.  | Концепт и арт дирекција | Кринолина                               | Номинација | [ 15 ] |

| Година | Категорија                    | Номиновано дело | Исход      | Изв.   |
| ------ | ----------------------------- | --------------- | ---------- | ------ |
| 2023.  | Најбољи нови европски извођач | —               | Номинација | [ 16 ] |

| Година | Категорија                                            | Номиновано дело | Исход    | Изв.   |
| ------ | ----------------------------------------------------- | --------------- | -------- | ------ |
| 2023.  | Интернационални допринос промоцији Србије кроз музику | —               | Освојено | [ 17 ] |